# Districte de Provins
El Districte de Provins és un dels cinc districtes amb què es divideix el departament francès del Sena i Marne, a la regió de l'Illa de França. Té 7 cantons i 179 municipis. El cap del districte és la sotsprefectura de Provins.

## Composició

### Cantons
- Coulommiers (en part)
- Fontenay-Trésigny (en part)
- Montereau-Fault-Yonne (en part)
- Nangis (en part)
- Nemours (en part)
- Ozoir-la-Ferrière (en part)
- Provins

### Municipis
Els municipis del districte de Provins, i el seu codi INSEE, son:
1. Aubepierre-Ozouer-le-Repos (77010)
2. Augers-en-Brie (77012)
3. Baby (77015)
4. Balloy (77019)
5. Bannost-Villegagnon (77020)
6. Barbey (77021)
7. Bazoches-lès-Bray (77025)
8. Beauchery-Saint-Martin (77026)
9. Bellot (77030)
10. Bernay-Vilbert (77031)
11. Beton-Bazoches (77032)
12. Bezalles (77033)
13. Blennes (77035)
14. Boisdon (77036)
15. Boitron (77043)
16. Bray-sur-Seine (77051)
17. Bréau (77052)
18. La Brosse-Montceaux (77054)
19. Cannes-Écluse (77061)
20. Cerneux (77066)
21. Cessoy-en-Montois (77068)
22. Chalautre-la-Grande (77072)
23. Chalautre-la-Petite (77073)
24. Chalmaison (77076)
25. Champcenest (77080)
26. La Chapelle-Gauthier (77086)
27. La Chapelle-Iger (77087)
28. La Chapelle-Moutils (77093)
29. La Chapelle-Rablais (77089)
30. La Chapelle-Saint-Sulpice (77090)
31. Les Chapelles-Bourbon (77091)
32. Chartronges (77097)
33. Châteaubleau (77098)
34. Châtenay-sur-Seine (77101)
35. Châtres (77104)
36. Chenoise (77109)
37. Chevry-en-Sereine (77115)
38. Choisy-en-Brie (77116)
39. Clos-Fontaine (77119)
40. Courcelles-en-Bassée (77133)
41. Courchamp (77134)
42. Courpalay (77135)
43. Courtacon (77137)
44. Courtomer (77138)
45. Coutençon (77140)
46. Crèvecœur-en-Brie (77144)
47. La Croix-en-Brie (77147)
48. Cucharmoy (77149)
49. Diant (77158)
50. Donnemarie-Dontilly (77159)
51. Doue (77162)
52. Égligny (77167)
53. Esmans (77172)
54. Everly (77174)
55. Favières (77177)
56. Ferrières-en-Brie (77181)
57. La Ferté-Gaucher (77182)
58. Fontaine-Fourches (77187)
59. Fontains (77190)
60. Fontenailles (77191)
61. Fontenay-Trésigny (77192)
62. Forges (77194)
63. Frétoy (77197)
64. Gastins (77201)
65. Gouaix (77208)
66. La Grande-Paroisse (77210)
67. Grandpuits-Bailly-Carrois (77211)
68. Gravon (77212)
69. Grisy-sur-Seine (77218)
70. Gurcy-le-Châtel (77223)
71. Hermé (77227)
72. Hondevilliers (77228)
73. La Houssaye-en-Brie (77229)
74. Jaulnes (77236)
75. Jouy-le-Châtel (77239)
76. Jouy-sur-Morin (77240)
77. Jutigny (77242)
78. Laval-en-Brie (77245)
79. Léchelle (77246)
80. Lescherolles (77247)
81. Leudon-en-Brie (77250)
82. Liverdy-en-Brie (77254)
83. Lizines (77256)
84. Longueville (77260)
85. Louan-Villegruis-Fontaine (77262)
86. Luisetaines (77263)
87. Lumigny-Nesles-Ormeaux (77264)
88. Maison-Rouge (77272)
89. Les Marêts (77275)
90. Marles-en-Brie (77277)
91. Marolles-sur-Seine (77279)
92. Meigneux (77286)
93. Meilleray (77287)
94. Melz-sur-Seine (77289)
95. Misy-sur-Yonne (77293)
96. Mons-en-Montois (77298)
97. Montceaux-lès-Provins (77301)
98. Montdauphin (77303)
99. Montenils (77304)
100. Montereau-Fault-Yonne (77305)
101. Montigny-le-Guesdier (77310)
102. Montigny-Lencoup (77311)
103. Montmachoux (77313)
104. Montolivet (77314)
105. Mormant (77317)
106. Mortcerf (77318)
107. Mortery (77319)
108. Mousseaux-lès-Bray (77321)
109. Mouy-sur-Seine (77325)
110. Nangis (77327)
111. Neufmoutiers-en-Brie (77336)
112. Noisy-Rudignon (77338)
113. Noyen-sur-Seine (77341)
114. Orly-sur-Morin (77345)
115. Les Ormes-sur-Voulzie (77347)
116. Paroy (77355)
117. Passy-sur-Seine (77356)
118. Pécy (77357)
119. Le Plessis-Feu-Aussoux (77365)
120. Poigny (77368)
121. Pontcarré (77374)
122. Presles-en-Brie (77377)
123. Provins (77379)
124. Quiers (77381)
125. Rampillon (77383)
126. Rebais (77385)
127. Rouilly (77391)
128. Rozay-en-Brie (77393)
129. Rupéreux (77396)
130. Sablonnières (77398)
131. Saint-Barthélemy (77402)
132. Saint-Brice (77403)
133. Saint-Cyr-sur-Morin (77405)
134. Saint-Denis-lès-Rebais (77406)
135. Sainte-Colombe (77404)
136. Saint-Germain-Laval (77409)
137. Saint-Germain-sous-Doue (77411)
138. Saint-Hilliers (77414)
139. Saint-Just-en-Brie (77416)
140. Saint-Léger (77417)
141. Saint-Loup-de-Naud (77418)
142. Saint-Mars-Vieux-Maisons (77421)
143. Saint-Martin-des-Champs (77423)
144. Saint-Martin-du-Boschet (77424)
145. Saint-Ouen-en-Brie (77428)
146. Saint-Ouen-sur-Morin (77429)
147. Saint-Rémy-la-Vanne (77432)
148. Saint-Sauveur-lès-Bray (77434)
149. Saint-Siméon (77436)
150. Salins (77439)
151. Sancy-lès-Provins (77444)
152. Savins (77446)
153. Sigy (77452)
154. Sognolles-en-Montois (77454)
155. Soisy-Bouy (77456)
156. Sourdun (77459)
157. Thénisy (77461)
158. Thoury-Férottes (77465)
159. La Tombe (77467)
160. La Trétoire (77472)
161. Vanvillé (77481)
162. Varennes-sur-Seine (77482)
163. Vaudoy-en-Brie (77486)
164. Verdelot (77492)
165. Verneuil-l'Étang (77493)
166. Vieux-Champagne (77496)
167. Villenauxe-la-Petite (77507)
168. Villeneuve-le-Comte (77508)
169. Villeneuve-les-Bordes (77509)
170. Villeneuve-Saint-Denis (77510)
171. Villeneuve-sur-Bellot (77512)
172. Villiers-Saint-Georges (77519)
173. Villiers-sur-Seine (77522)
174. Villuis (77523)
175. Vimpelles (77524)
176. Voinsles (77527)
177. Voulton (77530)
178. Voulx (77531)
179. Vulaines-lès-Provins (77532)